# بيجاي هارفي
بيجاي هارفي (بالإنجليزية: PJ Harvey) (و. 1969  م) هي مغنية مؤلفة، وملحنة، وموسيقية، ومغنية، وعازفة قيثارة، وعازفة ساكسفون بريطانية، تستخدم آلات Autoharp ‏، وقيثارة، بدأت مشوارها المهني سنة 1991.

## التعليم
تعلمت في سنترال سانت مارتينز
.

## جوائز
حصلت على جوائز منها:
- عضو رتبة الإمبراطورية البريطانية
- جائزة ميركوري

## وصلات خارجية
- بيجاي هارفي على موقع IMDb (الإنجليزية)
- بيجاي هارفي على موقع الموسوعة البريطانية (الإنجليزية)
- بيجاي هارفي على موقع ميوزك برينز (الإنجليزية)
- بيجاي هارفي على موقع رولينغ ستون (الإنجليزية)
- بيجاي هارفي على موقع رولينغ ستون (الإنجليزية)
- بيجاي هارفي على موقع قاعدة بيانات برودواي على الإنترنت (الإنجليزية)
- بيجاي هارفي على موقع إن إن دي بي (الإنجليزية)
- بيجاي هارفي على موقع أول ميوزيك (الإنجليزية)
- بيجاي هارفي على موقع ديسكوغز (الإنجليزية)
- بيجاي هارفي على موقع قاعدة بيانات الفيلم (الإنجليزية)
- بيجاي هارفي في قاعدة بيانات الأفلام على الإنترنت